# Vandaalse Oorlog
De Vandaalse Oorlog of de Vandalenoorlog (Βανδηλικὸς Πόλεμος) was een conflict in Noord-Afrika (vooral in het moderne Tunesië) tussen de legers van het Byzantijnse of Oost-Romeinse Rijk en het Vandaalse Rijk, in 533-534. Het was de eerste van de heroveringen van Justinianus I van het West-Romeinse Rijk.
De Vandalen hadden het Romeinse Noord-Afrika bezet in de vroege 5de eeuw, en stichtten daar een onafhankelijk koninkrijk. Onder hun eerste koning Geiserik, hield de ontzagwekkende Vandaalse vloot piratenaanvallen in de Middellandse Zee, plunderden Rome en stopten een enorme Romeinse invasie in 468. Na de dood van Geiserik verbeterde de relatie met het overgebleven Oost-Romeinse Rijk weer, hoewel spanningen soms de kop opstaken door de militante aantrekking tot het Arianisme van de Vandalen en hun vervolging van de Chalcedoniërs in Noord-Afrika. In 530 werd de pro-Romeinse koning Hilderik ten val gebracht door een staatsgreep en vervangen door zijn neef Gelimer. De Oost-Romeinse keizer Justinianus I gebruikte dit als voorwendsel om zich in te laten met de Vandalen in Noord-Afrika. Nadat hij de oostelijke grens beveiligd had tegen de Sassaniden in 532, stuurde hij een expeditieleger naar Noord-Afrika onder leiding van generaal Belisarius, wiens secretaris Procopius een verslag over deze oorlog schreef. Justinianus haalde zijn voordeel uit de opstanden in de Vandaalse provincies van Sardinië en Tripolitanië, of had deze misschien zelf aangespoord. Dit leidde Gelimer niet alleen af van de voorbereidingen van de keizer, maar verzwakte de Vandaalse verdedigingen ook door het zenden van het grootste deel van de Vandaalse vloot en een groot deel van hun leger onder Gelimers broer Tzazon naar Sardinië.
Het Romeinse expeditieleger voer uit bij Constantinopel laat in juni van het jaar 533, en landde vroeg in september, na een zeereis langs de kusten van Griekenland en Zuid-Italië op de Afrikaanse kust bij Caputvada, tot Gelimers volledige verrassing. De Vandalenkoning verzamelde zijn legers en vocht met het Romeinse leger in de Slag bij Ad Decimum, bij Carthago, op 13 september. Gelimers plan om het Romeinse leger te omsingelen en te vernietigen was bijna gelukt, maar Belisarius kon het Vandalenleger op de vlucht drijven en veroverde Carthago. Gelimer trok zich terug naar Bulla Regia, waar hij de rest van zijn leger verzamelde, waaronder het leger van Tzazon, dat terugkeerde van Sardinië. In december ging Gelimer naar Carthago en vocht opnieuw met de Romeinen in de Slag bij Tricameron. De slag resulteerde in een Romeinse overwinning en de dood van Tzazon. Gelimer vluchtte naar een afgelegen bergfort, waar hij werd belegerd tot hij zich overgaf in de lente.
Belisarius keerde terug naar Constantinopel met de schatkist van de Vandalen en de gevangengenomen Gelimer om een triomftocht te houden, waarna Afrika hersteld werd tot de Prefectuur Africa. De controle reikte niet verder dan de grenzen van het oude Vandaalse Rijk, terwijl de Moorse stammen in het binnenland de keizerlijke heerschappij niet accepteerden en openlijk rebelleerden. Het duurde uitendelijk tot 548 voor de vrede hersteld werd en de Romeinse heerschappij opnieuw stevig gevestigd was.

## Achtergrond

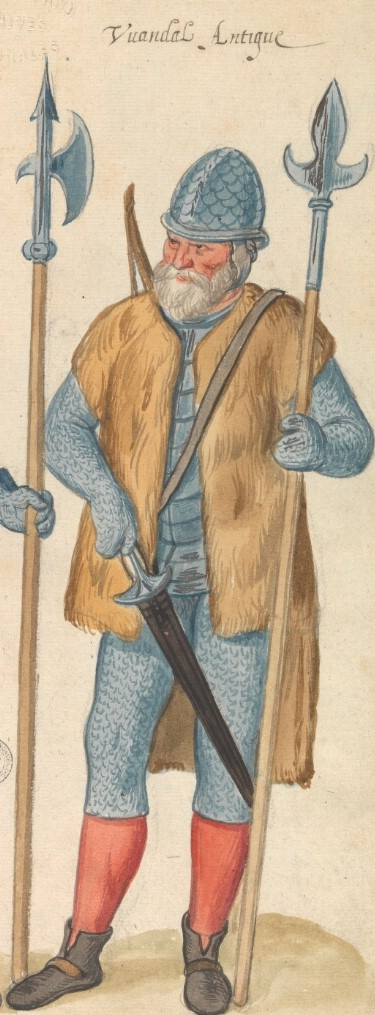
Zestiende-eeuwse perceptie van de Vandalen, geïllustreerd in het kostuumboek "Théâtre de tous les peuples et nations de la terre avec leurs habits et ornemens divers, tant anciens que modernes, diligemment depeints au naturel". Gemaakt door Lucas d'Heere in de 2e helft van de 16e eeuw. Bewaard in de Universiteitsbibliotheek Gent.

### Stichting van het Vandaalse Rijk
In de loop van de Val van het West-Romeinse Rijk in de vroege 5de eeuw had de Germaanse stam van de Vandalen, die geallieerd was met de Alanen, zich gevestigd op het Iberische Schiereiland.
In 429 riep de Romeinse gouverneur van Africa, Bonifatius, die had gerebelleerd tegen de West-Romeinse keizer Valentinianus III (regeerde van 425-455) en nu bedreigd werd door een invasie van keizerlijke troepen, de Vandaalse koning Geiserik om hulp. In mei 429 stak Geiserik de Straat van Gibraltar over met zijn volledige volk, ongeveer 80.000 man in totaal. Geiseriks Vandalen en Alanen hadden echter andere plannen, en hadden zichzelf het veroveren van de Afrikaanse provincies tot doel gesteld. Hun heerschappij over Mauretania Caesariensis, Mauretania Sitifensis en het grootste deel van Numidië werd in 435 erkend door het West-Romeinse hof, maar dit was slechts als een tijdelijk redmiddel. Er brak snel een oorlog uit, en in oktober 439 viel de hoofdstad van Africa, Carthago, in de handen van de Vandalen. In 442 kregen de Vandalen nog meer grondgebied: de rijke provincies Zeugitana en Byzacena, die de Vandalen nu niet meer kregen als Foederati van het rijk, maar ze kregen dit voor hun eigen bezit. Dit was het begin van het Vandalenrijk, want de Vandalen maakten van Carthago hun hoofdstad en vestigden zich erond. Hoewel de Vandalen nu de controle kregen over de Afrikaanse graanhandel met Italië deden ze plunderingen op de kusten van de Middellandse Zee, zelfs tot aan de Egeïsche Zee, en bereikten hun hoogtepunt met de plundering van Rome zelf, die twee weken duurde. Door zijn voordeel te halen uit de chaos die volgde na Valentinianus' dood in 455 kreeg Geiserik weer de controle over de Mauretanische provincies, en veroverde met zijn vloot Sardinië, Corsica en de Balearen. Sicilië kon maar net ditzelfde lot ontsnappen door de aanwezigheid van Ricimer daar.
In deze periode overleefden de Vandalen verschillende Romeinse pogingen tot een tegenaanval: de Oost-Romeinse generaal Aspar leidde een onsuccesvolle expeditie in 431, een expeditie van de West-Romeinse keizer Maiorianus (regeerde van 457-461) bij de kust van Spanje in 460 werd teruggedreven of gevangengenomen door de Vandalen voor ze kon vertrekken, en Geiserik versloeg uiteindelijk in 468 een enorm expeditieleger van zowel het West- als Oost-Romeinse Rijk onder leiding van Basiliscus. In de nasleep van deze nederlaag, en de daaropvolgende Vandaalse plunderingen op de kusten van Griekenland, sloot de Oost-Romeinse keizer Zeno (regeerde van 474-491) een "eeuwigdurende vrede" met Geiserik.

### Romeins–Vandaalse relaties tot 533
De Vandaalse staat was uniek in vele aspecten onder de Germaanse rijken die het West-Romeinse Rijk opvolgden: in plaats van de gevestigde Romeinse socio-politieke orde te behouden en te respecteren, vervingen ze het volledig met die van henzelf. Waar de koningen van West-Europa doorgingen met het betalen van geld aan de keizers en munten sloegen met hun afbeelding erop, beeldden de Vandaalse koningen zichzelf af als volledig onafhankelijke heersers. De Vandalen vervreemdden zich ook volledig van de Romeins-Afrikaanse inboorlingen door hun eigen taal en kleding te behouden, die de nadruk moesten leggen op hun sociale positie als de elite van het rijk. Daarbij vervolgden de Vandalen — die zoals de meesten van de Germanen de arianische strekking van het christendom volgden — de aanhangers van het Chalcedonische christelijke geloof, vooral tijdens de heerschappij van Hunerik (regeerde van 477-484) en die van Gunthamund (regeerde van 484-496). De keizers in Constantinopel protesteerden hiertegen, maar de vrede bleef bijna zestig jaar duren, en de relaties waren dikwijls vriendschappelijk, vooral tussen keizer Anastasius I (regeerde van 491-518) en Thrasamund (regeerde van 496-523), die de vervolgingen voor het grootste deel stopzette.

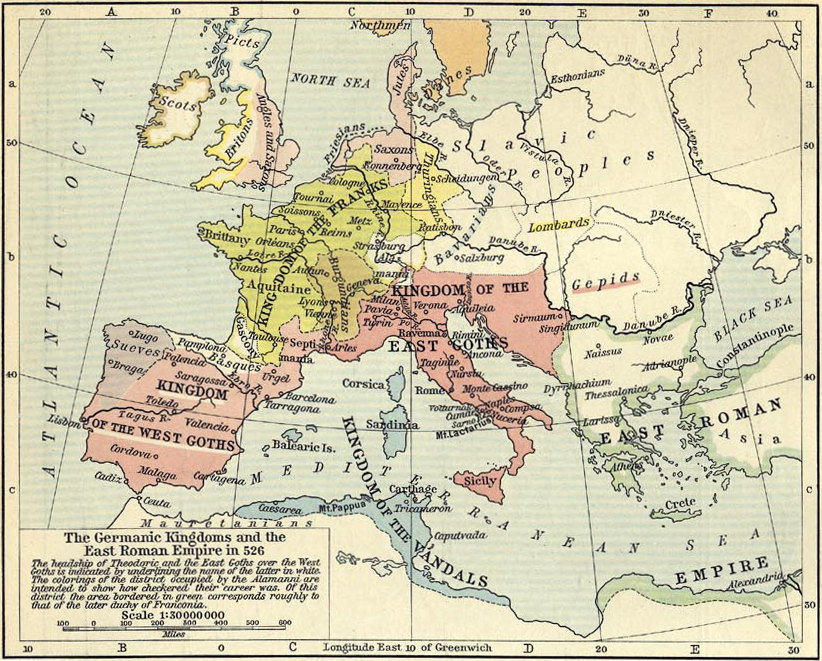
Kaart van het Oost-Romeinse Rijk en de Germaanse rijken in het westen van de Middellandse Zee in 526.

In 523 besteeg Hilderik (regeerde van 523-530), de zoon van Hunerik, de Vandaalse troon. Hijzelf was een afstammeling van Valentinianus III, en hij veranderde zijn rijk en bracht het dichter bij het Romeinse Rijk. Volgens het verslag van Procopius (De Vandaalse Oorlog, I.9) was hij een niet erg op oorlog gestelde en vriendelijke man, die de vervolging van de Chalcedoniërs stopte, en giften en ambassades naar Justinianus I (regeerde van 527-565) stuurde, zelfs voor de troonsbestijging van deze laatste. Hij verving zelfs zijn eigen afbeelding op zijn munten met die van de keizer. Justinianus hoopte blijkbaar dat dit zou leiden tot een vredevolle opname van de Vandaalse staat in zijn rijk. Hilderiks pro-Romeinse beleid zorgde, samen met een nederlaag tegen de Moren in Byzacena, voor tegenstand onder de Vandaalse adel, die zorgde voor zijn val en gevangenneming in 530 door zijn neef, Gelimer (regeerde van 530-534). Justinianus nam Hilderiks tegenstanders gevangen en vroeg dat Hilderik opnieuw op de troon gezet zou worden, wat Gelimer natuurlijk weigerde om te doen. Justinianus vroeg toen Hilderiks vrijlating naar Constantinopel, dreigend met een oorlog. Geiserik wilde een wettige pretendent op de troon niet overgeven aan Justinianus, die hem zou kunnen gebruiken om problemen te veroorzaken in zijn rijk, en verwachtte misschien dat er sowieso oorlog zou komen, volgens J.B. Bury. Hij weigerde daarom Justinianus' eis, want hij zei dat dit een intern probleem van de Vandalen was.
Justinianus had nu zijn redenen om een oorlog te beginnen, en door het sluiten van een vredesverdrag bij zijn oostelijke grens met de Sassaniden in 532, kon hij een invasieleger beginnen te verzamelen. Volgens Procopius (De Vandaalse Oorlog, I.10) veroorzaakte Justinianus' beslissing om oorlog te voeren met de Vandalen grote ontsteltenis bij de elite van de hoofdstad, die de ramp van 468 nog niet vergeten was. De financiële ambtenaren namen hem de betrokken uitgaven kwalijk, terwijl het leger bang was voor een nieuwe Perzische oorlog en de Vandaalse zeemacht. De beslissing van de keizer kreeg vooral bijval van de Kerk, versterkt door de aankomst van slachtoffers van de hernieuwde vervolgingen in Afrika. Alleen de machtige minister Johannes de Cappadociër durfde echter openlijk zijn verzet tegen de expeditie te uiten, en Justinianus negeerde hem en ging door met zijn voorbereidingen.

### Diplomatische voorbereidingen en opstanden in Tripolitanië en Sardinië
Kort na zijn troonsbestijging begon Gelimers binnenlandse politiek te verergeren, want hij vervolgde nu ook zijn politieke tegenstanders onder de Vandaalse adel door hun bezittingen te confisqueren en velen van hen te executeren. Deze acties ondermijnden zijn toch al twijfelachtige aanspraak op de troon in de ogen van velen, en zorgde voor de uitbraak van twee opstanden in afgelegen provincies in het Vandaalse Rijk: in Sardinië, waar de lokale gouverneur, Godas, zichzelf onafhankelijk heerser verklaarde, en kort daarna in Tripolitanië, waar de bevolking rebelleerden tegen de Vandaalse heerschappij, geleid door een zekere Pudentius. Hoewel Procopius' vertellingen beide opstanden als 'toevallig' afschilderen, wijst Ian Hughes erop dat het feit dat beide rebellieën kort na de Romeinse expeditie tegen de Vandalen uitbraken, en dat zowel Godas en Pudentius onmiddellijk hulp aan Justinianus vroegen, als bewijs kan dienen voor actieve diplomatische betrokkenheid van de keizer tijdens zijn voorbereiding.
Als antwoord op Godas' verzoek stuurde Justinianus Cyrillus, een van de officiers van de foederati, met 400 man om de invasievloot te begeleiden en daarna naar Sardinië te zeilen. Gelimer reageerde op Godas' opstand door het grootste deel van zijn vloot, 120 van zijn beste schepen, en 5000 man onder zijn eigen broeder Tzazon, naar Sardinië te sturen om hem te onderdrukken. De beslissing van de Vandalenkoning speelde een cruciale rol in de uitkomst van de oorlog, want hierdoor was de Vandaalse vloot, het grootste obstakel voor een Romeinse landing in Afrika, van het strijdtoneel verdwenen, net zoals een groot deel van het leger. Gelimer koos er ook voor om de opstand in Tripolitanië op dat moment te negeren, omdat het zowel een kleinere dreiging als meer afgelegen was, terwijl de behoefte aan mankracht hem dwong om te wachten op Tzazons terugkeer uit Sardinië voor hij andere veldtochten zou kunnen ondernemen. Op datzelfde moment probeerden beide heersers bondgenoten voor hun kant te winnen: Gelimer contacteerde de Visigotische koning Theudis (regeerde van 531-548) en stelde een alliantie voor, terwijl Justinianus de welwillende neutraliteit en steun van het Ostrogotische Rijk van Italië, dat een slechte relatie had met de Vandalen vanwege de slechte behandeling van de Ostrogotische princes Amalafrida, de vrouw van Thrasamund, verzekerde. Het Ostrogotische hof liet de Romeinen dadelijk toe om de haven van Syracuse in Sicilië te gebruiken en er een markt op te zetten om de Romeinse troepen te bevoorraden.

### De legers

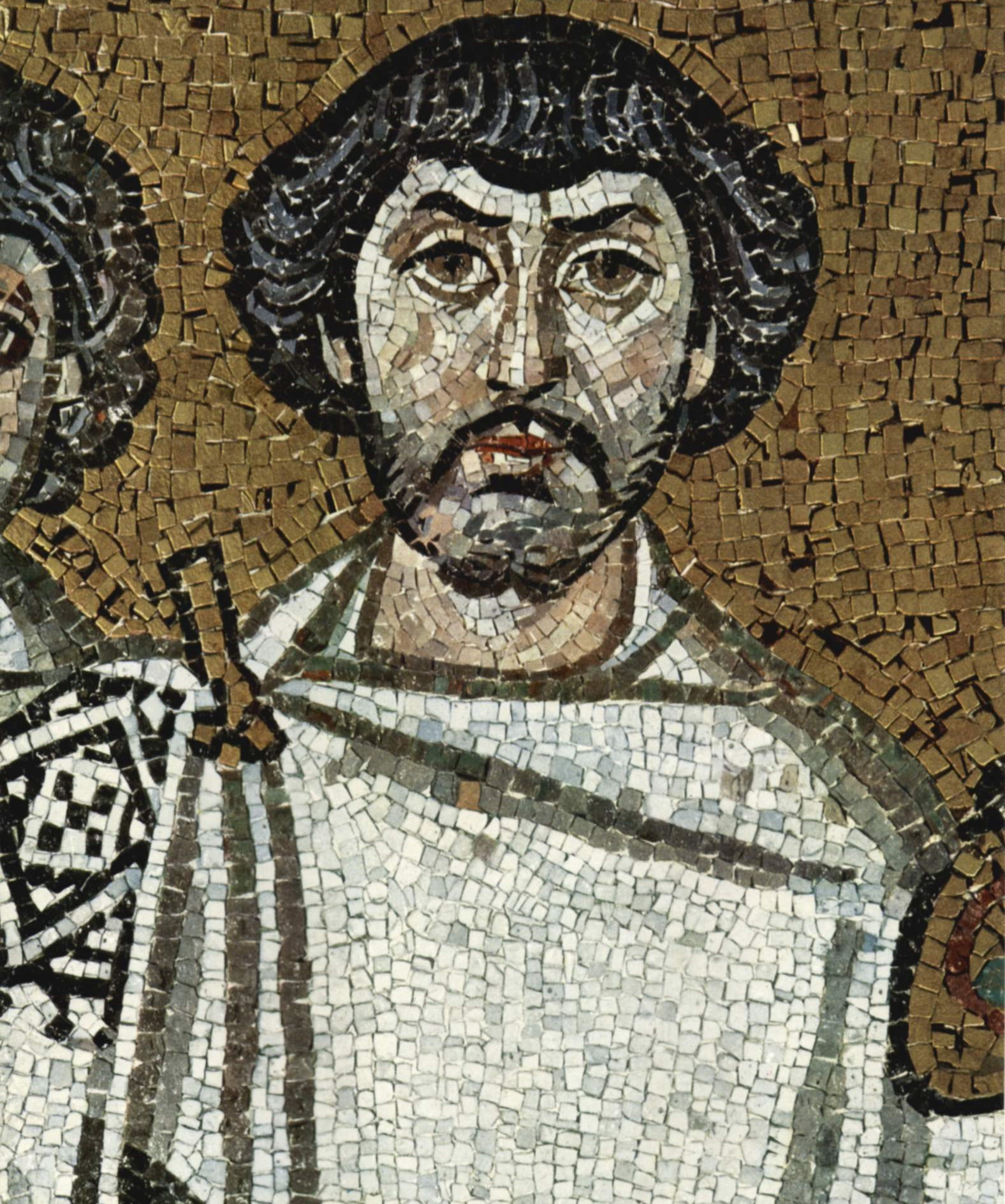
Iemand uit het gevolg van keizer Justinianus I in het mozaïek van de Basiliek van San Vitale, Ravenna, die meestal geïdentificeerd wordt als Belisarius.

Justinianus selecteerde een van zijn meest vertrouwde en getalenteerde generaals, Belisarius, die zichzelf recent onderscheiden had tegen de Perzen en bij de onderdrukking van de Nika-oproer, om de expeditie te leiden. Zoals Ian Hughes erop wijst, was Belisarius ook goed geschikt voor deze aanstelling voor twee andere redenen: hij sprak Latijn als moedertaal, en was bezorgd over het welzijn van de lokale bevolking, en zou zijn troepen dus kort houden. Deze beide kwaliteiten zouden cruciaal zijn om de aanhang van de Latijnssprekende inwoners van Afrika voor zich te winnen. Belisarius werd vergezeld door zijn vrouw, Antonina, en door Procopius, zijn secretaris, die over deze oorlog schreef.
Volgens Procopius (De Vandaalse Oorlog, I.11) bestond het leger uit 10.000 man infanterie, gedeeltelijk gerekruteerd uit het veldleger (comitatenses) en gedeeltelijk uit de foederati, net zoals 5000 cavalerie. Dit waren ook enkelen van de 1500 tot 2000 soldaten van Belisarius zelf (bucellarii), een elitekorps (het is onduidelijk of hun aantal meegeteld wordt in de 5000 cavalerie vermeld door Procopius). Er waren daarbij ook nog twee huurtroepen, beiden ruiterboogschutters; 600 Hunnen en 400 Herulen. Het leger werd geleid door een aantal ervaren officiers, waaruit de eunuch Solomon gekozen werd als Belisarius' stafchef (domesticus) en de vroegere praefectus praetorio Archelaeus werd gekozen om in te staan voor de voorzieningen van het leger. Het volledige leger werd overgezet op 500 schepen, bemand door 30.000 bemanningsleden onder admiraal Calonymus van Alexandrië, en bewaakt door 92 dromon-oorlogsschepen.
De traditionele gedachte, zoals vermeld wordt door J.B. Bury, is dat het expeditieleger opmerkelijk klein was voor de taak, vooral gezien de militaire reputatie van de Vandalen, en dat dit misschien de limiet van de draagkracht van de vloot markeert, of misschien was het een zet om de impact van een eventuele nederlaag zo veel mogelijk te verkleinen. Ian Hughes zegt echter dat in vergelijking met de legers van het vroege Romeinse Rijk Belisarius' leger een "grote, goed gebalanceerde legermacht was, in staat om de Vandalen te verslaan en misschien een groter deel uit goede kwaliteitstroepen bestond, betrouwbaardere troepen dan de legers gestationeerd in het oosten."
Aan de Vandaalse kant is het plaatje minder duidelijk. Het Vandaalse leger was geen professioneel leger bestaande uit vrijwilligers zoals bij het Oost-Romeinse leger, maar bestond uit alle Vandaalse mannen die sterk en oud genoeg waren om te vechten. Omdat de moderne schattingen over het beschikbare leger variëren met de schattingen op de totale populatie, van een hoge 30.000-40.000 man uit een populatie van maximum 200.000 mensen (Diehl en Bury), tot 25.000 man of zelfs 20.000, als hun verliezen tegen de Moors ook in beschouwing worden genomen bij een schatting van 100.000 man voor alle inwoners (Hughes). Ondanks hun krijgshaftige reputatie waren de Vandalen minder oorlogszuchtig geworden. Ze leidden een luxeleventje in het rijke Africa. Daarbij was hun vechtstijl niet geschikt om Belisarius' veteranen te verslaan: het Vandaalse leger bestond vooral uit cavalerie, met lichte harnassen en slechts bewapend voor man-tegen-mangevechten, want ze gebruikten helemaal geen bogen of werpsperen, wat in sterk contrast stond met Belisarius' zwaarbewapende katafrakten en ruiterboogschutters.
De Vandalen waren ook verzwakt door de vijandige houding van hun Romeinse inwoners, het bestaan van een factie loyaal aan Hilderik onder de Vandalen, en door de dubieuze positie van de Moorse stammen, die het aanstaande conflict vanaf de zijlijn bekeken, klaar om zich aan te sluiten bij de overwinnaar en de oorlogsbuit op te eisen.

## De oorlog

### Belisarius' leger zeilt naar Afrika
Met veel luister en ceremonie zette de Romeinse vloot koers naar Afrika rond 21 juni 533. Ze gingen in het begin niet erg vooruit, want de vloot spendeerde vijf dagen bij Heraclea Perinthus om te wachten op paarden en verder nog vier dagen bij Abydos door een te weinig aan wind. De vloot verliet de Dardanellen op 1 juli, en stak de Egeïsche Zee over naar de haven van Methone, waar de laatste contingenten zich erbij aansloten. Belisarius haalde zijn voordeel uit een gedwongen verblijf daar doordat de wind was gaan liggen door zijn troepen te trainen en door de gescheiden contingenten met elkaar kennis te laten maken. Het was echter te Methone dat 500 mannen stierven aan dysenterie door het eten van beschimmeld brood. Volgens Procopius was dit te wijten aan Johannes de Cappadociër, die de kosten had gedekt door het brood slechts een keer te bakken, met als resultaat dat het slecht werd. Justinianus werd hierover ingelicht, maar Johannes lijkt niet gestraft geweest te zijn. Belisarius nam onmiddellijk maatregelen om de situatie te verhelpen en het leger was snel hersteld.
Vanuit Methone zeilde de vloot op de Ionische Zee naar Zakynthos, vanwaar ze overstaken naar Italië. De oversteek duurde langer dan verwacht door te weinig wind, en het leger leed onder een tekort aan vers water toen de voorraden die ze hadden meegebracht slecht geworden waren. Uiteindelijk bereikte de vloot Catania in Sicilië, vanwaar Belisarius Procopius naar Syracuse stuurde om meer te weten te komen over de activiteiten van de Vandalen. Per toeval ontmoette Procopius een handelsvriend van hem daar, wiens dienaar juist teruggekomen was vanuit Carthago. Deze laatste liet Procopius weten dat de Vandalen niet alleen niet op de hoogte waren van Belisarius en zijn vloot, maar ook dat Gelimer, die net Tzazons expeditie naar Sardinië had gestuurd, niet in Carthago was, maar in de kleine, meer naar het binnenland gelegen stad Hermione. Procopius liet dit snel weten aan Belisarius, die zijn leger onmiddellijk beval om opnieuw naar de schepen te gaan en uit te varen naar de Afrikaanse kust. Na langs Malta gevaren te hebben bereikten ze Kaap Caputvada op de oostelijke kust van het moderne Tunesië, ongeveer 162 Romeinse mijlen (240 km) ten zuiden van Carthago.

### Mars op Carthago en de slag bij Ad Decimum
Toen de Romeinse vloot Afrika bereikte werd er een raad bijeengeroepen aan Belisarius' vlaggenschip (De Vandaalse Oorlog, I.15), waar velen onder zijn officieren erop stonden een onmiddellijke aanval op Carthago te doen, vooral omdat het de enige versterkte stad was van de Vandalen, omdat de muren van de andere steden neergehaald waren om een opstand te voorkomen. Belisarius, die dacht aan het lot van de expeditie van 468 en bang was voor een treffen met de Vandaalse vloot, hield dit echter tegen. Daarom landde het leger op de kust en bouwde een verstevigd kamp om de nacht door te brengen.
Belisarius wist dat het succes voor zijn expeditie afhing van het winnen van aanhang onder de lokale populatie, die grotendeels zijn Romeinse identiteit behouden had en tot wie hij zichzelf voorstelde als hun bevrijder. Dus op de dag na de landing, toen sommigen van zijn mannen wat fruit stalen vanuit een lokale boomhaard, strafte hij hen streng, verzamelde het leger en vermaande hen om de discipline te behouden en hen kort te houden tegenover de inwoners, opdat ze hun sympathie voor de Romeinen niet zouden verliezen en over zouden lopen naar de Vandalen. Belisarius' pleidooi wierp zijn vruchten af, want, zoals Procopius vertelt (De Vandaalse Oorlog, I.17), "gedroegen de soldaten zich met mate, en lieten zich niet in met zowel onrechtvaardige vechtpartijen, als met slinkse dingen, en Belisarius won, door het tonen van grote vriendelijkheid en goedheid, de Libyers aan zijn kant zodat hij de reis daarna maakte alsof hij in zijn eigen land was".
Daarna begon het Romeinse leger zijn mars noordwaarts langs de kustweg. 300 paarden onder Johannes de Armeniër werden gestuurd als de voorhoede, op ongeveer 4,5 km voor het hoofdleger, terwijl de 600 Hunnen de linkerflank van het leger bewaakten. Belisarius zelf leidde met zijn bucellarii de achterkant van het leger, om het te beschermen van een eventuele aanval van Gelimer, waarvan geweten was dat hij zich dicht bij hen bevond. De vloot volgde het leger door langs de kust te varen. Het eerste dorp dat ze tegenkwamen was Syllectum, dat ingenomen werd door een detachement onder leiding van Boriades met een list. In een poging om verdeeldheid te zaaien onder de Vandalen gaf Belisarius een brief geschreven door Justinianus aan de Vandaalse adel, waarin de keizer zei dat hij deze veldtocht hield om de wettige koning op zijn troon te herstellen tegen de overweldigaar Gelimer. Omdat de boodschapper aan wie hij de brief gegeven had te bang was om hem te geven, draaide dit echter op niks uit.

Gelimers plan om de Romeinen te omsingelen bij Ad Decimum.

Ondertussen verwittigde Gelimer, na het horen over de aankomst van de Romeinen, zijn broer Ammatas in Carthago om de naburige Vandalen op te trommelen, en om Hilderik en zijn familie te executeren. Zijn secretaris Bonifatius beval hij om met de koninklijke schatkist naar Spanje te zeilen voor het geval dat de Romeinen zouden winnen. Beroofd van zijn beste troepen, die zich nog steeds op Sardinië bevonden bij Tzazon, stelde Gelimer zich tevreden met het schaduwen van de noordwaarts marcherende Romeinen, terwijl hij ondertussen een beslissende strijd aan het voorbereiden was voor Carthago, op een plaats met de naam Ad Decimum ("op de tiende mijlpaal"), want hij had Ammatas bevolen om daar zijn leger naartoe te brengen. De Romeinen marcheerden langs Thapsus, Leptis Parva en Hadrumentum naar Grasse, waar ze voor het eerst een schermutseling aangingen met de verkenners van Gelimers leger. Na elkaar klappen uitgedeeld te hebben, keerden beide partijen terug naar hun kampen. Vanuit Grasse liet Belisarius zijn leger westwaarts marcheren zodat hij het schiereiland van Kaap Bon kon afsnijden. Dit was het gevaarlijkste deel van de route naar Carthago omdat de vloot nu uit het zicht was.
Op de morgen van 13 september, de tiende dag sinds de mars vanuit Caputvada, bereikte het Romeinse leger Ad Decimum. Daar had Gelimer gepland om hen in een hinderlaag te lokken en hen te omcirkelen, terwijl hij het leger onder zijn broer Ammatas zou gebruiken om hun vooruitgang te blokkeren en hen aan te vallen, zodat 2000 man onder zijn neef Gibamund hun linkerflank zou kunnen aanvallen, en Gelimer zelf zou aanvallen in de rug met het hoofdleger om het Romeinse leger te vernietigen. Bij de slag zelf slaagden de drie legers er echter niet in om hun aanvallen op elkaar af te stellen. Ammatas kwam te vroeg aan en sneuvelde in een poging om een klein deel van de Romeinse voorhoede te bespioneren. Gibamunds leger werd onderschept door de Hunse flankbewakers en volledig vernietigd. Omdat hij hiervan niet op de hoogte was, marcheerde Gelimer met het hoofdleger op en joeg de Romeinen die zich bij Ad Decimum bevonden op de vlucht. Hiermee zou hij de overwinning kunnen behaald hebben maar hij ontdekte het lijk van zijn broer en vergat de veldslag blijkbaar volledig. Dit gaf Belisarius de tijd om zijn troepen te hergroeperen, hem aan te vallen met de belangrijkste cavalerie en de gedesorganiseerde Vandalen te verslaan. Gelimer vluchtte met het overblijfsel van zijn leger westwaarts naar Numidië. De slag bij Ad Decimum eindigde in een verpletterende Romeinse overwinning en Carthago lag open en onverdedigd voor Belisarius.

### Belisarius' intrede in Carthago en Gelimers tegenaanval
Het was slechts bij het vallen van de nacht, toen Johannes de Armeniër zich met zijn mannen en de 600 Hunnen opnieuw aansloot bij het leger, dat Belisarius zich de omvang van zijn overwinning realiseerde. De cavalerie bracht de nacht door op het slagveld. De volgende ochtend haalde de infanterie (en Antonina) het volledige leger in en marcheerden ze naar Carthago waar ze aankwamen bij het vallen van de nacht. De Carthagers hadden hun poorten opengezet en de stad verlicht in feestvreugde, maar Belisarius die een mogelijke hinderlaag vreesde in het duister en zijn soldaten kort wilde houden, wilde de stad nog niet binnengaan en sloeg zijn kamp op voor Carthago. Ondertussen had de vloot Kaap Bon gerond en nadat ze over de Romeinse overwinning had gehoord, ging ze ten anker bij Stagnum, op ongeveer 7,5 km van de stad. Calonymus en zijn mannen plunderden, tegen Belisarius' instructies in, de handelspost Mandriacum.
De volgende ochtend, op 15 september, maakte Belisarius zijn leger klaar voor een slag voor de stadsmuren. Omdat er echter geen vijand aankwam, leidde hij zijn leger de stad in, nadat hij zijn troepen opnieuw aangemaand had om discipline te tonen. Het Romeinse leger kreeg een warm welkom van de inwoners, die blij verrast waren door haar zelfbeheersing. Terwijl Belisarius zelf het koninklijke paleis innam, zich neerzette op de troon van de koning, en het diner opat dat Gelimer had laten klaarmaken voor zijn terugkeer, voer de vloot het Tunismeer op en het leger werd ingekwartierd in de stad. De overgebleven Vandalen werden bijeengedreven en bewaakt om hen ervan te weerhouden problemen te veroorzaken. Belisarius stuurde Solomon naar Constantinopel om de keizer het nieuws over de overwinning te brengen. Omdat hij de terugkeer van Gelimer met zijn leger vreesde, verloor hij geen tijd en begon met het herstellen van de grotendeels vernietigde muren van de stad en het klaarmaken om een beleg te weerstaan.

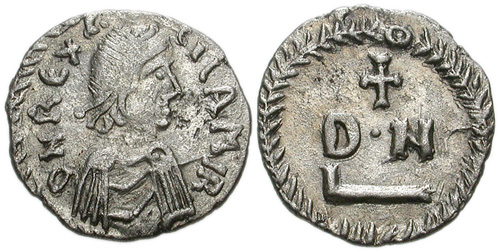
Munt van vijftig denarii van Gelimer.

Tijdens de volgende weken, terwijl Belisarius in Carthago bleef om de muren te versterken, vestigde Gelimer zichzelf en het overblijfsel van zijn leger in Bulla Regia. Door het verdelen van geld kon hij de lokale bevolking loyaal houden aan hem en hij zond berichten om Tzazon terug te roepen uit Sardinië, waar deze succesvol de Vandaalse controle hersteld en Godas gedood had. Terwijl hij wachtte op Tzazons aankomst nam het Vandaalse leger ook toe in grootte door de aankomst van meer en meer vluchtelingen van de slag bij Ad Decimum, net als contingenten van Moorse bondgenoten. De meeste van de Moorse stammen van Numidië en Byzacena zonden echter ambassades naar Belisarius, om trouw te zweren aan het rijk. Sommigen boden zelfs gijzelaars aan en vroegen om de eretekens van hun dienst, die traditioneel uitgedeeld werden door de keizer: een vergulde zilveren staf, een zilveren kroon, een witte mantel, een witte tuniek en een vergulde laars. Belisarius was uitgerust door Justinianus met deze voorwerpen voor het geval gelegenheden als deze zich voordeden en verdeelde ze, samen met sommen geld. Niettegenstaande was het duidelijk dat zolang de uitkomst van de oorlog onbeslist was noch de Romeinen, noch de Vandalen, konden vertrouwen op de loyaliteit van de Moren. Tijdens deze periode zeilden boodschappers van Tzazon, gezonden om bericht te brengen over zijn terugkeer uit Sardinië, naar Carthago, zonder te weten dat de stad gevallen was en werden gevangengenomen, gevolgd door Gelimers gezanten naar Theudis, die Spanje had bereikt na het nieuws over de Romeinse successen maar daar geen alliantie kon sluiten. Belisarius werd ondertussen versterkt door de Romeinse generaal Cyrillus met zijn contingenten, die naar Sardinië gezeild waren, enkel om het opnieuw in het bezit van de Vandalen aan te treffen.
Zodra Tzazon de boodschap van zijn broer ontving, verliet hij Sardinië, ging aan land in Afrika en sloot zich aan bij Gelimer in Bulla. De Vandaalse koning was nu vastbesloten om naar Carthago te marcheren. Zijn bedoelingen zijn niet duidelijk; de gangbare interpretatie is dat hij hoopte om de stad klein te krijgen door het te belegeren; maar Ian Hughes gelooft dat omdat er geen reserves waren voor een langdurige uitputtingsoorlog, hij hoopte om Belisarius te verleiden tot een "enkele en beslissende confrontatie". Toen het de stad bereikte blokkeerde het Vandaalse leger de aquaduct die de stad van water voorzag en probeerde te voorkomen dat voorraden de stad bereikten. Gelimer stuurde ook agenten naar de stad om de loyaliteit van de inwoners en het keizerlijke leger te ondermijnen. Belisarius, die wist dat de mogelijkheid bestond dat er verraad zou kunnen zijn, stelde een voorbeeld door een inwoner van Carthago die zich bij de Vandalen had willen aansluiten, te spietsen. Het grootste gevaar voor afvalligheid kwam van de Hunnen, die ontevreden waren omdat ze naar Africa gebracht waren tegen hun wil en vreesden dat ze daar zouden moeten blijven als garnizoen. De agenten van de Vandalen hadden inderdaad al contact met hen opgenomen, maar Belisarius kon hun trouw behouden — tenminste voor dat moment — door een plechtige belofte te doen dat ze na de uiteindelijke overwinning rijkelijk beloond zouden worden en toegelaten zouden worden om terug te keren naar hun huizen. Hun loyaliteit kon echter nog steeds in vraag gesteld worden. Net als de Moren, wachtten de Hunnen waarschijnlijk om te zien wie uiteindelijk als overwinnaar uit de strijd zou komen om zich bij hem aan te sluiten.

### Tricameron en de overgave van Gelimer
Nadat hij zich van de loyaliteit van de bevolking en het leger verzekerd had en de muren voltooid had, besloot Belisarius om tegen Gelimer ten strijde te trekken en midden december marcheerde hij Carthago uit in de richting van het versterkte Vandaalse kamp bij Tricameron, op ongeveer 28 km afstand van Carthago. Zoals bij Ad Decimum ging de Romeinse cavalerie de infanterie voor en de slag bij Tricameron was slechts een cavalerieslag, met Belisarius' leger dat sterk in de minderheid was. Beide legers hielden hun meest onbetrouwbare soldaten — de Moren en de Hunnen — in reserve. Johannes de Armeniër speelde de belangrijkste rol voor de Romeinen en Tzazon voor de Vandalen. Johannes leidde aanhoudende charges op het Vandaalse centrum wat resulteerde in de dood van Tzazon. Dit werd gevolgd door een volledige Romeinse aanval over het volledige front en de ineenstorting van het Vandaalse leger, dat zich terugtrok naar het kamp. Gelimer, die zag dat alles verloren was, vluchtte met enkele bedienden naar Numidië, waarna de Vandalen alle hoop op weerstand opgaven en hun kamp verlieten, dat daarna geplunderd werd door de Romeinen. Net als de vorige slag bij Ad Decimum is het opnieuw opvallend dat Belisarius er niet in slaagde om zijn leger samen te houden en gedwongen was om te vechten met een groot nadeel wat betreft de aantallen. Het verspreiden van zijn leger in de slag, het plunderen zonder te denken en het zichzelf kwetsbaar opstellen van het leger voor een potentiële Vandaalse tegenaanval was ook een aanwijzing van de lage discipline in het Romeinse leger en de moeilijkheden die Belisarius voor zich had. Volgens Bury had het lot van de expeditie helemaal verschillend kunnen geweest zijn "als Belisarius tegenover een leider die wat meer bekwaamheid en ervaring getoond had, gestaan had", en hij zegt dat Procopius zelf "zijn verbazing uitdrukte bij de uitslag van de oorlog, en niet twijfelt om dit te zien als een kwestie van superieure strategie, maar als een paradox van geluk".

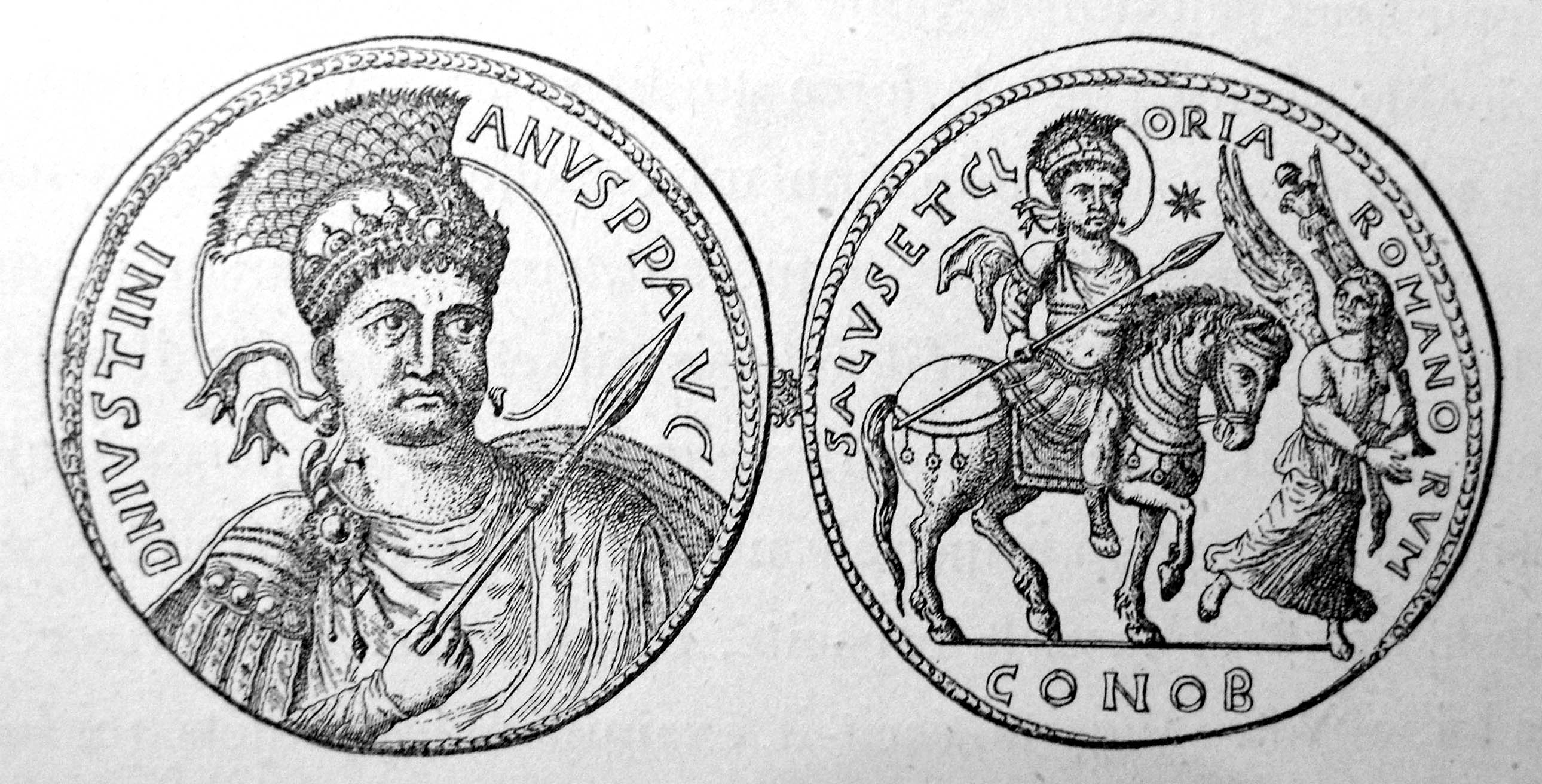
Tekening van een medaillon om de Romeinse overwinning in de Vandaalse oorlog te herinneren, ca. 535.

Een Romeins detachement onder Johannes de Armeniër achtervolgde de vluchtende Vandaalse koning voor vijf dagen en nachten en haalde hem bijna in toen Johannes gedood werd in een ongeval. De Romeinen stopten om te treuren over hun leider waardoor Gelimer kon ontsnappen, eerst naar Hippo Regius en van daaruit naar de stad Medeus op de Papuaberg, op wiens Moorse inwoners hij kon vertrouwen. Belisarius zond 400 man onder de Heruul Pharas om hem daar te belegeren. Belisarius zelf maakte zich klaar om naar Hippo Regius te trekken waar de Vandalen, die gevlucht waren naar verschillende heiligdommen, zich overgaven aan de Romeinse generaal die beloofde dat ze goed behandeld en in de lente naar Constantinopel gestuurd zouden worden. Belisarius had ook geluk dat hij de Vandaalse schatkist kon veroveren, die al in een schip was geladen in Hippo Regius. Bonifatius, Gelimers secretaris, moest hiermee naar Spanje varen. Gelimer zou hem later volgen maar de wind zat verkeerd en hield hem in de haven. Bonifatius gaf het schip over aan de Romeinen in ruil voor zijn eigen veiligheid (net als een aanzienlijk deel van de schatkist, als Procopius geloofd moet worden). Belisarius begon zijn gezag uit te breiden over de meer afgelegen provincies en buitenposten van het Vandaalse Rijk: Cyrillus werd naar Sardinië en Corsica gestuurd met Tzazons hoofd als bewijs van zijn overwinning en Apollinarius werd naar de Balearen gezonden om ze te veroveren. Er werd ook hulp gezonden naar de plattelanders van Tripolitanië die geplaagd werden door aanvallen van de Moren. Johannes werd naar Caesarea op de kust van Mauritania Caesariensis gezonden. Een andere Johannes werd naar de forten van Septem en Gadira gezonden die de Straat van Gibraltar controleerden. Belisarius vroeg ook de teruggave van de haven van Libyaeum in West-Sicilië aan de Ostrogoten die deze veroverd hadden tijdens de oorlog, want dit was ook deel geweest van het Vandaalse Rijk. Er volgde een briefwisseling tussen Justinianus en het Ostrogotische hof, waardoor Justinianus zich inliet met de intriges van de laatsten, wat leidde tot de Romeinse invasie van Italië in het volgende jaar.
Ondertussen bleef Gelimer geblokkeerd door Pharas bij Medeus en omdat de blokkade ook tijdens de winter bleef voortduren, werd Pharas ongeduldig. Hij viel de versterking op de berg aan, enkel om teruggeslagen te worden met het verlies van een kwart van zijn leger. Hoewel dit een succes was voor Gelimer, veranderde het zijn hopeloze situatie niet omdat zijn volgelingen geblokkeerd bleven en hongersnood begonnen te leiden. Pharas zond hem boodschappen waarin hij hem vroeg om zich over te geven en zijn volgelingen de ellende te besparen. Het was pas in maart dat de Vandaalse koning instemde met zijn overgave, nadat hij de garantie over zijn veiligheid gekregen had. Gelimer werd toen naar Carthago gebracht.

## Nasleep

### Belisarius' triomf

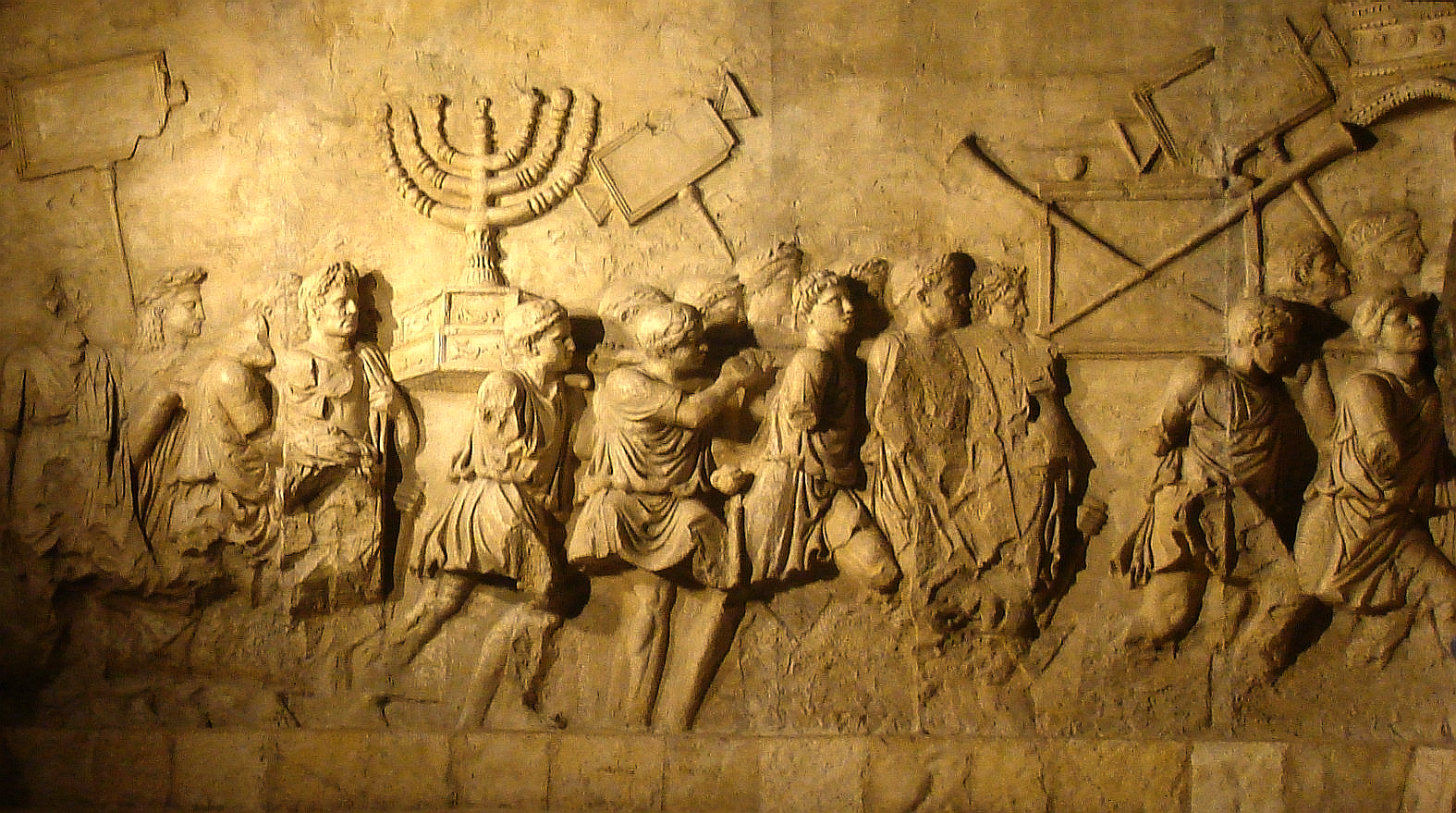
De Menora van de Tempel van Jeruzalem, getoond bij de triomftocht van Titus, samen met de buit uit de Tempel, op de Boog van Titus (Forum Romanum) in Rome.

Belisarius zou niet lang in Afrika blijven om zijn succes te verzekeren want een aantal officieren in zijn leger stuurden in de hoop op promotie boodschappers naar Justinianus om te zeggen dat Belisarius zijn eigen koninkrijk wilde oprichten. Justinianus gaf zijn generaal daarom twee keuzes als een test voor zijn bedoelingen: hij kon terugkeren naar Constantinopel of in Afrika blijven. Belisarius, die een van de boodschappers had gevangengenomen en op de hoogte was van de laster tegen hem, koos ervoor om terug te keren. Hij verliet Afrika in de zomer, samen met Gelimer, vele gevangengenomen Vandalen — die verdeeld werden in vijf regimenten van de Vandali Iustiniani ("Vandalen van Justinianus") door de keizer — en de Vandaalse schatkist, die vele voorwerpen bevatte die ze hadden geplunderd uit Rome 80 jaar eerder, waaronder de keizerlijke regalia en de Menora van de Tempel van Jeruzalem. In Constantinopel kreeg Belisarius de eer om een triomftocht te houden : de eerste triomftocht in Constantinopel sinds de stichting van deze stad en de eerste die geschonken werd aan een gewone burger in meer dan 5 en een halve eeuw.
Gelimer kreeg een ruim landgoed in Galatië en zou patriciër geworden zijn als hij niet zou geweigerd hebben om zijn Ariaans geloof af te zweren. Belisarius werd aangesteld tot consul ordinarius voor het jaar 535, waardoor hij een tweede triomftocht kon houden waarin hij door de straten gedragen werd op zijn curulische zetel die omhooggehouden werd door Vandaalse krijgers, om oorlogsbuit uit te delen aan de bevolking.

### Herstel van de Romeinse heerschappij in Afrika en de Moorse Oorlogen
Onmiddellijk na Tricameron haastte Justinianus zich om het herstel van Africa te verklaren:

Die weldaad Gods hebben Onze voorgangers niet weten te verkrijgen. Het was hun niet alleen niet vergund Africa te bevrijden, maar zij moesten bovendien aanzien hoe Rome zelf door diezelfde Vandalen ingenomen werd en hoe vandaar alle keizerlijke waardigheidstekens naar Africa overgebracht werden. Thans echter heeft God door Zijn barmhartigheid niet alleen Africa en al haar provincies aan Ons overgedragen, maar ook nog eens de keizerlijke waardigheidstekens die uit het ingenomen Rome weggevoerd waren, aan Ons teruggegeven.
— Codex Iustinianus 1,27,6-7

De keizer was vastbesloten om de provincie terug naar haar vroegere grootte en rijkdom te herstellen — hij probeerde inderdaad, in de woorden van J.B. Bury om "alle sporen van de Vandaalse verovering uit te wissen, alsof ze er nooit geweest was, en om de toestand te herstellen zoals ze geweest was voor de komst van Geiserik". Daarom werd de Vandalen verboden om een post te bekleden of zelfs grond te bezitten, die teruggegeven werd aan zijn vroegere bezitters; de meeste Vandaalse mannen werden slaven, terwijl de overwinnende Romeinse soldaten hun vrouwen namen; en de Chalcedonische Kerk werd hersteld in zijn vroegere positie terwijl de Ariaanse Kerk verdreven werd en vervolgd. Als resultaat van deze maatregelen werd de Vandaalse populatie verkleind en ontmand. Hij verdween volledig omdat hij geabsorbeerd werd in de andere bevolking. Al in april 534, voor de overgave van Gelimer, werd de oude Romeinse provinciale verdeling samen met de Romeinse administratie hersteld, onder een pretoriaanse prefect in plaats van onder een diocesische vicarius, omdat de originele prefectuur van Africa, Italië, nog steeds onder Ostrogotisch gezag was. Het leger van Belisarius werd achtergelaten om het garnizoen van de nieuwe prefectuur te vormen, en onder de leiding van een magister militum en verschillende regionale duces. Al bijna van het begin werd er een duur versterkingsprogramma ingesteld, waaronder de constructie van stadsmuren en die van kleinere forten om het platteland te verdedigen, waarvan de overblijfselen nog steeds de belangrijkste archeologische overblijfselen in de regio zijn.
Ondanks Justinianus' bedoelingen en proclamaties was de Romeinse controle over Africa nog niet verzekerd. Tijdens zijn veldtocht had Belisarius de meeste provincies van Byzacena, Zeugitana en Tripolitanië bemachtigd. Meer naar het westen strekte de keizerlijke controle zich uit over een aantal versterkingen die veroverd waren door de vloot tot aan Constantine. De binnenlandse gebieden van Numdidië en Mauritanië bleven onder controle van de Moorse stammen, zoals ook het geval was geweest onder de Vandalen. De Moren erkenden in het begin de alleenheerschappij van de keizer en stuurden gijzelaars naar de keizerlijke autoriteiten maar ze werden snel ongedurig en rebelleerden. De eerste imperiale gouverneur, Belisarius' vroegere domesticus Solomon, die de ambten van zowel magister militum als pretoriaanse prefect combineerde, kon successen behalen tegen hen en de Romeinse heerschappij in Africa versterken, maar zijn werk werd onderbroken door een muiterij in 536. De muiterij werd uiteindelijk de kop in gedrukt door Germanus, een neef van Justinianus, en Solomon keerde terug in 539. Hij sneuvelde echter in de slag bij Cillium in 544 tegen de verenigde Moorse stammen, en Romeins Afrika was opnieuw in gevaar. Het zou tot 548 duren voor het verzet van de Moorse stammen gebroken zou worden door de getalenteerde generaal Johannes Troglita.